# Kloster Vreta

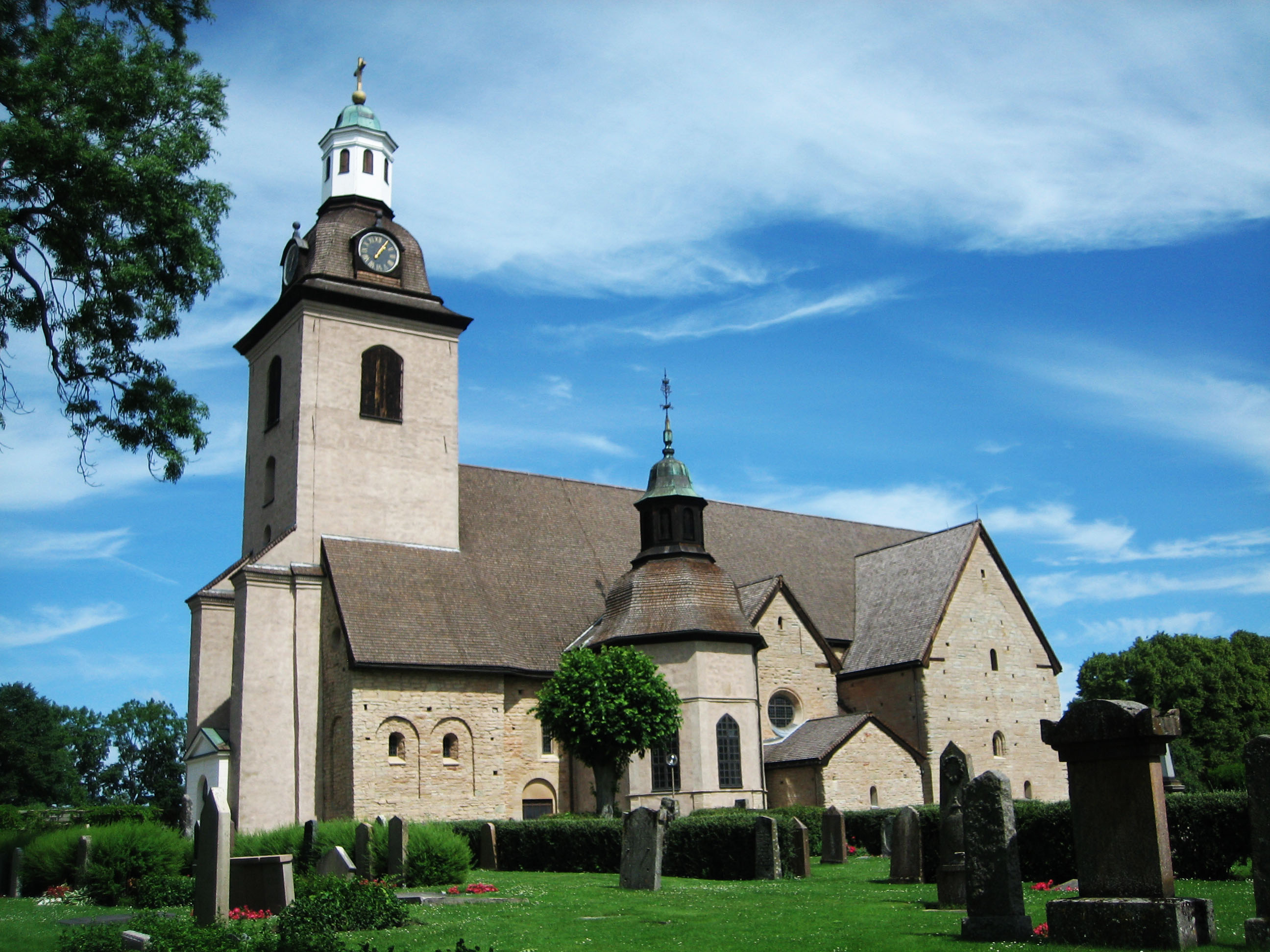
Die Klosterkirche Vreta

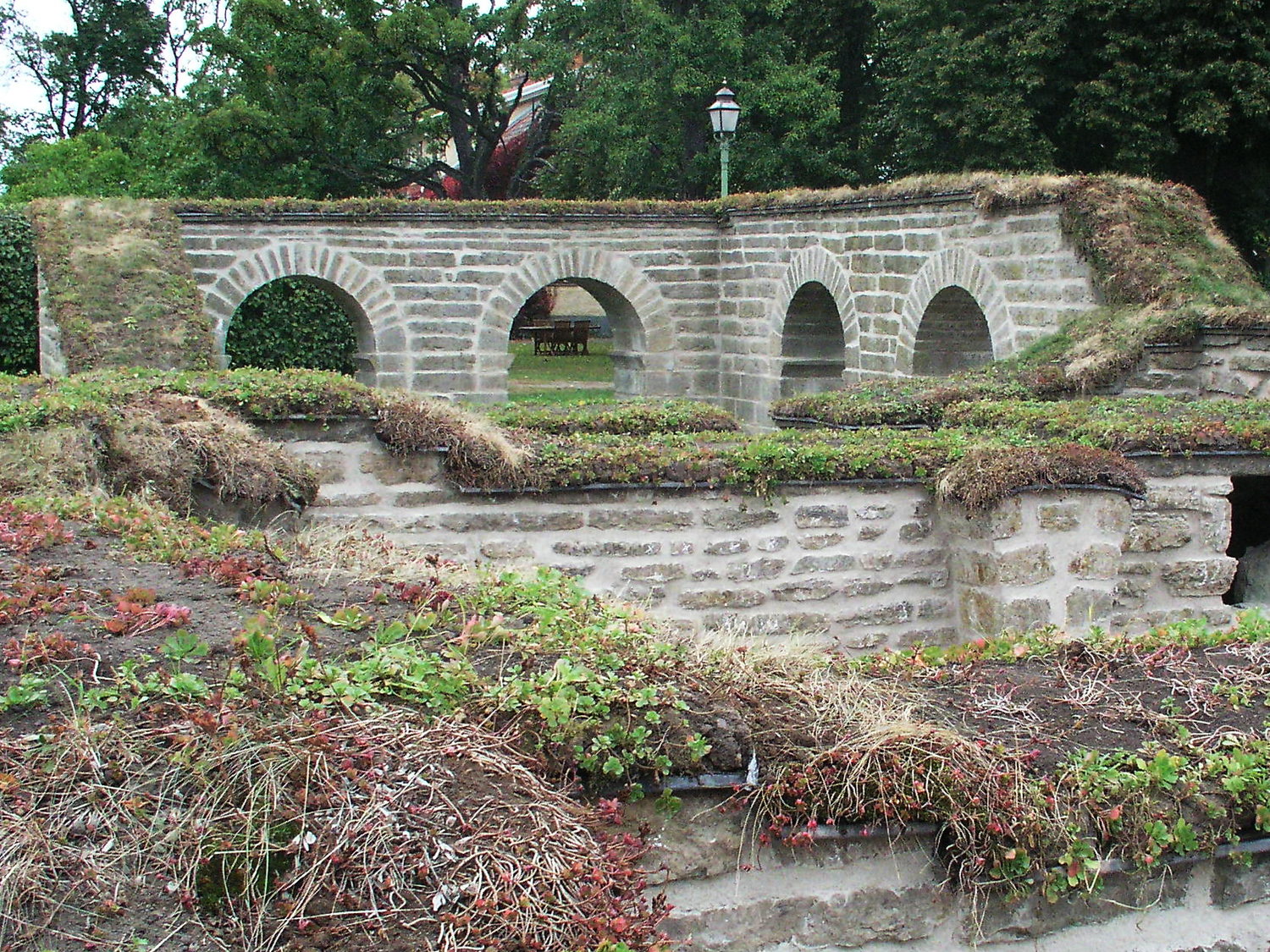
Restaurierte Mauern des Klosters

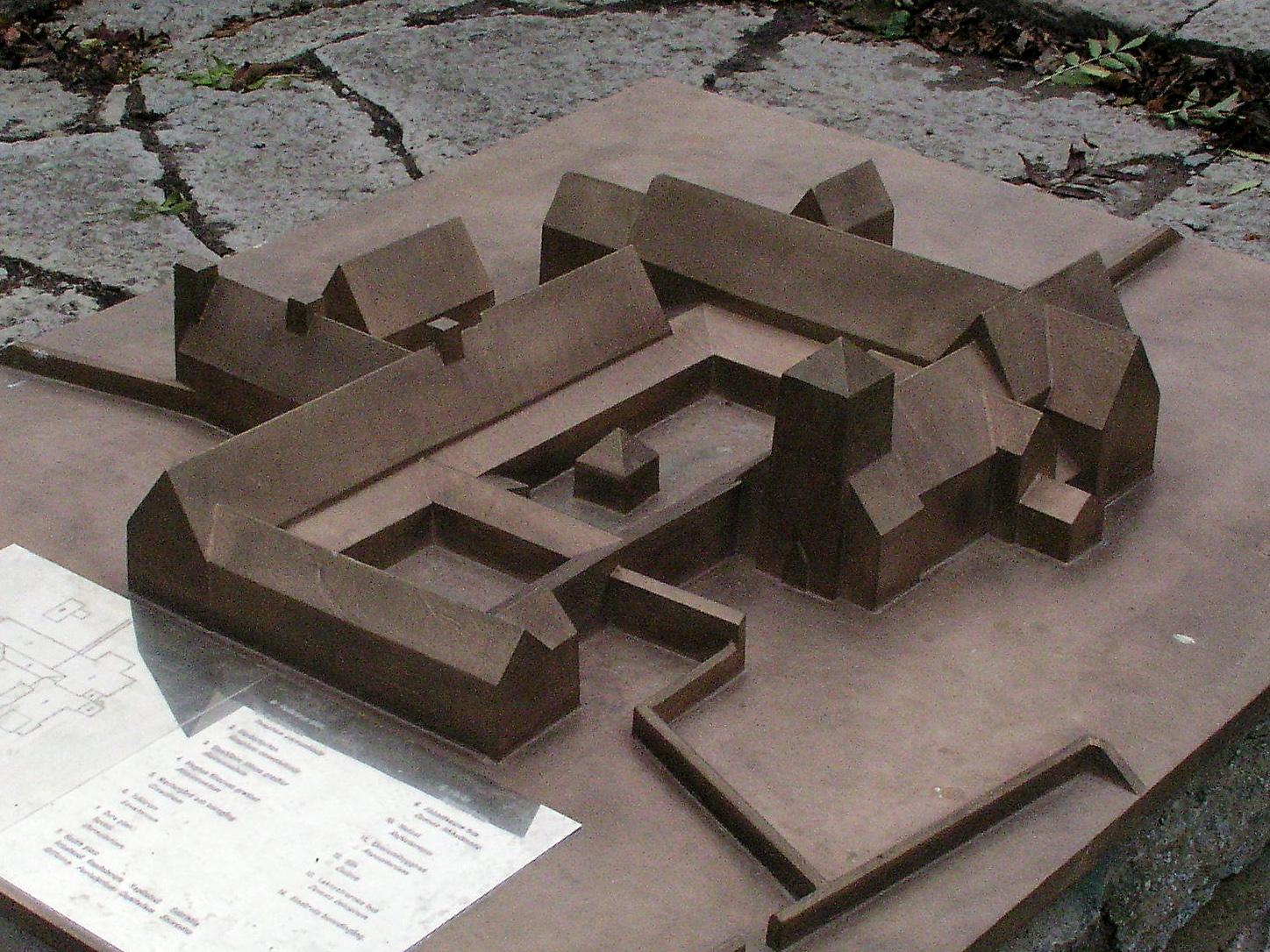
Modell des Klosters. Ganz vorn der Getreidespeicher.

Das Kloster Vreta war eine Zisterzienserinnen-Abtei, gelegen in der heutigen schwedischen Gemeinde Linköping, westlich des Sees Roxen. Außer der völlig intakten Klosterkirche Vreta mit mittelalterlichem Hagioskop, einer so genannten Lepraspalte, existieren heute nur noch ein Gebäude und restaurierte Restmauern.

## Geschichte
Das Kloster wurde um 1100 durch den schwedischen König Inge I. und seine Frau Helena auf Anraten von Papst Paschalis II. eingerichtet und war damit das erste Kloster in Schweden. Anfänglich war es eine Einrichtung für Nonnen des Benediktinerordens, doch 1162 erfolgte eine Umwandlung zum Kloster für Nonnen des Zisterzienserordens. Dabei erhielt das Kloster auch königliche Landgüter und eine Residenz von Karl VII. Die Residenz war zu diesem Zeitpunkt ein einfaches Holzhaus, das die Nonnen durch ein größeres Bauwerk ersetzen wollten. Dieser Neubau musste aufgrund mehrerer Brände neu begonnen werden. Der päpstliche Legat Wilhelm von Modena besuchte das Kloster in der Mitte des 13. Jahrhunderts und erlaubte den Nonnen den Ablasshandel. Dadurch konnte der Bau 1289 fertiggestellt und in Anwesenheit von König Magnus I. eingeweiht werden. Durch reiche Gaben von vielen Wohltätern entwickelte sich das Kloster ausgezeichnet. Ingegerd, eine Schwester von Karl VII., war die erste Äbtissin des Klosters und führte dieses erfolgreich über 40 Jahre.
1533 wurde das Kloster von König Gustav Wasa gemietet. Er erreichte auch eine Konversion der zugehörigen Kirchengemeinde zum protestantischen Glauben, was zum langsamen Verfall des Klosterlebens führte. Die letzte Äbtissin starb 1538 und die letzten Nonnen verließen 1562 die Abtei.
Die Klosterruinen wurden zwischen 1916 und 1926 ausgegraben und größere Abschnitte sind nun nördlich der Klosterkirche, die zwischen 1914 und 1917 restauriert wurde, sichtbar. Gefundene Gegenstände, darunter eine außergewöhnliche Wasserleitung aus Holz, sind im angrenzenden Museum ausgestellt.
Das neben der Kirche einzig vollständig erhaltene Gebäude ist der alte Getreidespeicher. Die Zellen im Zisterzienserkloster waren etwas größer als Zellen in anderen Klöstern. Die Nonnen hatten in diesem Orden die Erlaubnis zur Nacht andere Kleidung zu tragen als am Tage und deshalb mussten die Zellen Platz zum Umkleiden bieten. Die meisten Steine aus dem früheren Essenssaal wurden für den Ausbau eines Turmes des Doms zu Linköping verwendet.
Im Süden liegt das Gräberfeld von Tift.